# Natalie Cole
Natalie Cole, właśc. Stephanie Natalie Maria Cole (ur. 6 lutego 1950 w Los Angeles, zm. 31 grudnia 2015 tamże) – amerykańska piosenkarka, autorka tekstów i aktorka.

## Biografia i kariera
Była córką muzyka Nat King Cole’a. Od wczesnego dzieciństwa miała więc kontakt z jazzem, soulem i bluesem, zaczęła śpiewać w wieku 11 lat. Jej debiutancki album Inseparable z roku 1975 przyniósł jej natychmiast uznanie i pochwały, a singlem „This Will Be (An Everlasting Love)” wywalczyła nagrodę Grammy w kategorii Najlepsza Wokalistka R&B, która była do tej pory zmonopolizowana przez Arethę Franklin. Natalie otrzymała również nagrodę Grammy w kategorii Best New Artist.
Pod koniec lat 70. nagrała wiele piosenek, które stały się przebojami, jak na przykład największy jej hit z gatunku muzyki pop, „I’ve Got Love on My Mind” z roku 1977, ale również „Sophisticated Lady (She’s a Different Lady)” (rok 1976), „Our Love” (1978), „Someone That I Used to Love” (1980). „I’ve Got Love on My Mind” i „Our Love” zasłużyły na miano Złotych singli. We wczesnych latach 80. jej kariera zetknęła się z problemem narkotykowym. Do roku 1985 Natalie była wolna od nałogu i w dobrej formie głosowej, gotowa do powrotu na rynek muzyczny płytą Dangerous.
W roku 1987 nagrała album Everlasting, który sprzedał się w ponad 2 milionach egzemplarzy tylko w USA i przyniósł Cole nagrodę programu telewizyjnego Soul Train dla Female Single of the Year za balladę R&B „I Live for Your Love”. Wydała m.in. trzy single: „Jump Start”, „I Live for Your Love” i cover utworu Bruce’a Springsteena „Pink Cadillac”. Album zawierał również nową aranżację utworu jej ojca „When I Fall in Love”, która również spotkała się z bardzo dobrym przyjęciem. Dwa lata później powróciła z albumem Good to Be Back z utworem „Miss You Like Crazy”.
W roku 1991 album Unforgettable... with Love, zawierający jej własne aranżacje największych hitów jej ojca, przyniósł jej największy sukces. Kiedy Natalie rozpoczynała swoją karierę powiedziała, że aby odnieść sukces, nie będzie wykorzystywać imienia ani dorobku swojego ojca. Przez wiele lat trzymała się tej reguły, ale album Unforgettable... with Love sprzedał się w ponad 5 milionach egzemplarzy w samych Stanach, i przyniósł Cole kilka nagród Grammy w kategoriach Album of the Year, Record of the Year and Best Traditional Pop Vocal Performance. Piosenka tytułowa albumu to duet Natalie i Nat King Cole’a, stworzony przez nałożenie jego wokali na ścieżkę. Album pogorszył i tak już kiepskie relacje Natalie z matką Marie, która w wywiadach mówiła, iż nie może słuchać płyty córki, gdyż uważa, że nagrana muzyka należy naprawdę tylko do jej męża. Płyta Snowfall on the Sahara była powrotem do utworów soulowych, przypominających jej nagrania z lat 80., ale bardzo chwalony przez krytyków album „Ask a Woman Who Knows” z roku 2002 opierał się przede wszystkim na jazzie. Można na nim znaleźć covery utworów Dinah Washington, Nina Simone i Sarah Vaughan.
W roku 2000 Natalie Cole wydała swoją autobiografię „Angel on My Shoulder”, która opisuje jej bitwę z narkotykami toczoną przez większą część życia. Natalie przyznaje się do zażywania LSD, heroiny i kokainy. Zaczęła eksperymentować z narkotykami podczas nauki na University of Massachusetts at Amherst, została aresztowana w Toronto za posiadanie heroiny. Jej mały syn Robert prawie utonął w basenie, kiedy ona z mężem z powodu narkotyków nie była w stanie go upilnować. Z nałogu zaczęła wyzwalać się w roku 1983. Na podstawie jej autobiografii nakręcono film „The Natalie Cole Story”, którego premiera miała miejsce 10 grudnia 2000 w NBC. Natalie miała trzech mężów, jej jedyny syn Robert Yancy urodził się w roku 1977. Przed śmiercią była w separacji z Kennethem H. Dupree.
W roku 2007 zaśpiewała w duecie z Macy Gray w utworze „Finally Made Me Happy”, będącym pierwszym singlem z płyty Macy Gray zatytułowanej BIG.
31 grudnia 2015 zmarła na zawał serca w szpitalu w Los Angeles. Jej pogrzeb odbył się 11 stycznia 2016 w kościele West Angeles Church of God in Christ w Los Angeles, a po pogrzebie została pochowana na cmentarzu Forest Lawn Memorial Park w Glendale.

## Dyskografia
Albumy studyjne
| Inseparable                 | - Data: 11 maja 1975 - Wydawca: Capitol Records       | 18  | 55 | –  | –  | –  | - USA: złota płyta                                  |
| Natalie                     | - Data: 9 kwietnia 1975 - Wydawca: Capitol Records    | 13  | 7  | –  | –  | –  | - USA: złota płyta                                  |
| Unpredictable               | - Data: 1977 - Wydawca: Capitol Records               | 8   | 17 | –  | –  | –  | - USA: platynowa płyta                              |
| Thankful                    | - Data: 16 listopada 1977 - Wydawca: Capitol Records  | 16  | 13 | –  | –  | –  | - USA: platynowa płyta                              |
| I Love You So               | - Data: 19 marca 1979 - Wydawca: Capitol Records      | 52  | 62 | –  | –  | –  | - USA: złota płyta                                  |
| Don’t Look Back             | - Data: 15 maja 1980 - Wydawca: Capitol Records       | 77  | –  | –  | –  | –  |                                                     |
| Happy Love                  | - Data: 1981 - Wydawca: Capitol Records               | 132 | –  | –  | –  | –  |                                                     |
| I’m Ready                   | - Data: 1983 - Wydawca: Epic Records                  | 182 | –  | –  | –  | –  |                                                     |
| Dangerous                   | - Data: 1985 - Wydawca: Modern Records                | 140 | –  | –  | –  | –  |                                                     |
| Everlasting                 | - Data: 17 czerwca 1987 - Wydawca: Manhattan, Elektra | 42  | –  | –  | –  | –  | - USA: złota płyta                                  |
| Good to Be Back             | - Data: 19 kwietnia 1989 - Wydawca: EMI-USA, Elektra  | 59  | 84 | 10 | –  | –  |                                                     |
| Unforgettable… with Love    | - Data: 28 maja 1991 - Wydawca: Elektra Records       | 1   | 1  | 11 | 32 | –  | - USA: 7x platynowa płyta - CAN: 4x platynowa płyta |
| Take a Look                 | - Data: 24 maja 1993 - Wydawca: Elektra Records       | 26  | –  | 16 | 90 | –  | - USA: złota płyta - CAN: złota płyta               |
| Stardust                    | - Data: 24 września 1995 - Wydawca: Elektra Records   | 20  | –  | –  | –  | –  | - USA: platynowa płyta                              |
| Snowfall on the Sahara      | - Data: 22 czerwca 1999 - Wydawca: Elektra Records    | 163 | –  | –  | –  | –  |                                                     |
| Ask a Woman Who Knows       | - Data: 17 września 2002 - Wydawca: Verve Records     | 32  | –  | 63 | 67 | –  |                                                     |
| Leavin                      | - Data: 26 września 2006 - Wydawca: Verve Records     | 97  | –  | –  | –  | 26 |                                                     |
| Still Unforgettable         | - Data: 9 września 2008 - Wydawca: DMI / ATCO         | 19  | –  | 59 | 92 | –  |                                                     |
| Natalie Cole en Español     | - Data: 25 czerwca 2013 - Wydawca: Verve Records      | 91  | –  | –  | –  | 21 | - POL: złota płyta                                  |
| „–” album nie był notowany. |                                                       |     |    |    |    |    |                                                     |

Albumy koncertowe
| Natalie Live!                                                      | - Data: 13 czerwca 1978 - Wydawca: Capitol Records    | 31  | 38 | –  | - USA: złota płyta |
| A Celebration of Christmas (oraz José Carreras i Plácido Domingo)  | - Data: 29 października 1996 - Wydawca: Erato Records | 196 | –  | 37 |                    |
| The Most Wonderful Time of the Year (oraz Mormon Tabernacle Choir) | - Data: 7 września 2010 - Wydawca: Mormon Tabernacle  | 185 | –  | –  |                    |
| „–” album nie był notowany.                                        |                                                       |     |    |    |                    |

Albumy świąteczne
| Holly & Ivy                                             | - Data: 25 października 1994 - Wydawca: Elektra Records | 36  | - USA: złota płyta |
| The Magic of Christmas (oraz London Symphony Orchestra) | - Data: 21 września 1999 - Wydawca: Elektra Records     | 157 |                    |
| Caroling, Caroling: Christmas with Natalie Cole         | - Data: 7 października 2008 - Wydawca: Elektra / Rhino  | –   |                    |
| „–” album nie był notowany.                             |                                                         |     |                    |

Współpraca
| We’re the Best of Friends (oraz Peabo Bryson) | - Data: listopad 1979 - Wydawca: Capitol Records | 44 | - USA: złota płyta |
| „–” album nie był notowany.                   |                                                  |    |                    |